# UFO: Aftermath
UFO: Aftermath est un jeu vidéo de tactique au tour par tour développé par Altar Interactive et publié en 2003. Le joueur assure le rôle du dernier espoir de la Terre, les humains se sont dispersés et ont quitté la planète. Il doit guider ses troupes alors que la planète tout entière est en crise, et surmonter la menace extraterrestre. UFO: Aftermath combine stratégie globale et missions tactiques, tissé autour d'un scénario à rebondissements.

## Accueil
| UFO: Aftermath        |      |        |
| Média                 | Pays | Notes  |
| Computer Gaming World | US   | 3/5    |
| Gamekult              | FR   | 4/10   |
| GameSpot              | US   | 64 %   |
| Gen4                  | FR   | 35 %   |
| IGN                   | US   | 75 %   |
| Jeuxvideo.com         | FR   | 15/20  |
| Joystick              | FR   | 6/10   |
| Compilations de notes |      |        |
| Metacritic            | US   | 67 %   |
| GameRankings          | US   | 71,3 % |